# Miodówka bukszpanowa
Miodówka bukszpanowa (Psylla buxi) – gatunek owada z rzędu pluskwiaków, z nadrodziny miodówek.

## Budowa
Długość ciała larw dochodzi do 0,5 mm. W czerwcu przeistaczają się w uskrzydlone formy o zielono-żółtej barwie, osiągające od 3,5 do 4,7 mm długości. Skrzydła miodówek są dłuższe niż ich tułów.

## Środowisko i występowanie
Miodówka bukszpanowa naturalnie występuje w Europie; spotykana też w Ameryce Północnej (USA i Kanada) oraz na Hawajach, gdzie prawdopodobnie została zawleczona. Miejscem żerowania owadów jest bukszpan (Buxus L.). Od lipca zewnętrzne łuski szczytowych pąków służą jako miejsce składania i zimowania jaj.

## Galeria

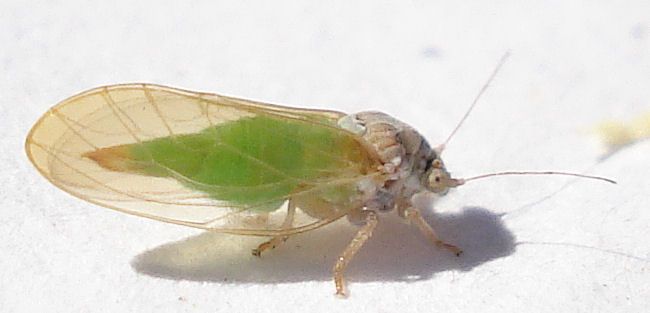
Dorosły osobnik
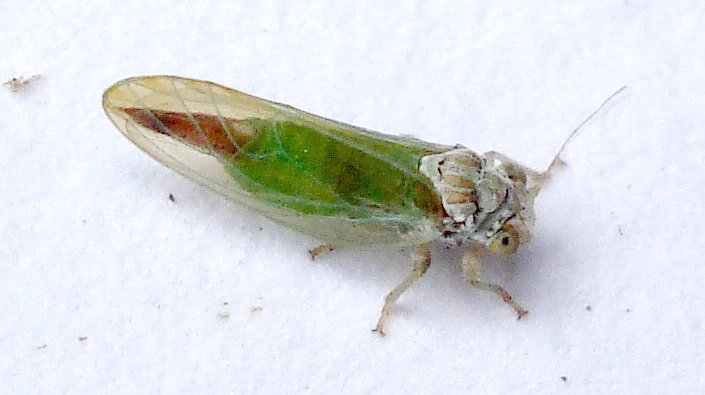
Dorosły osobnik
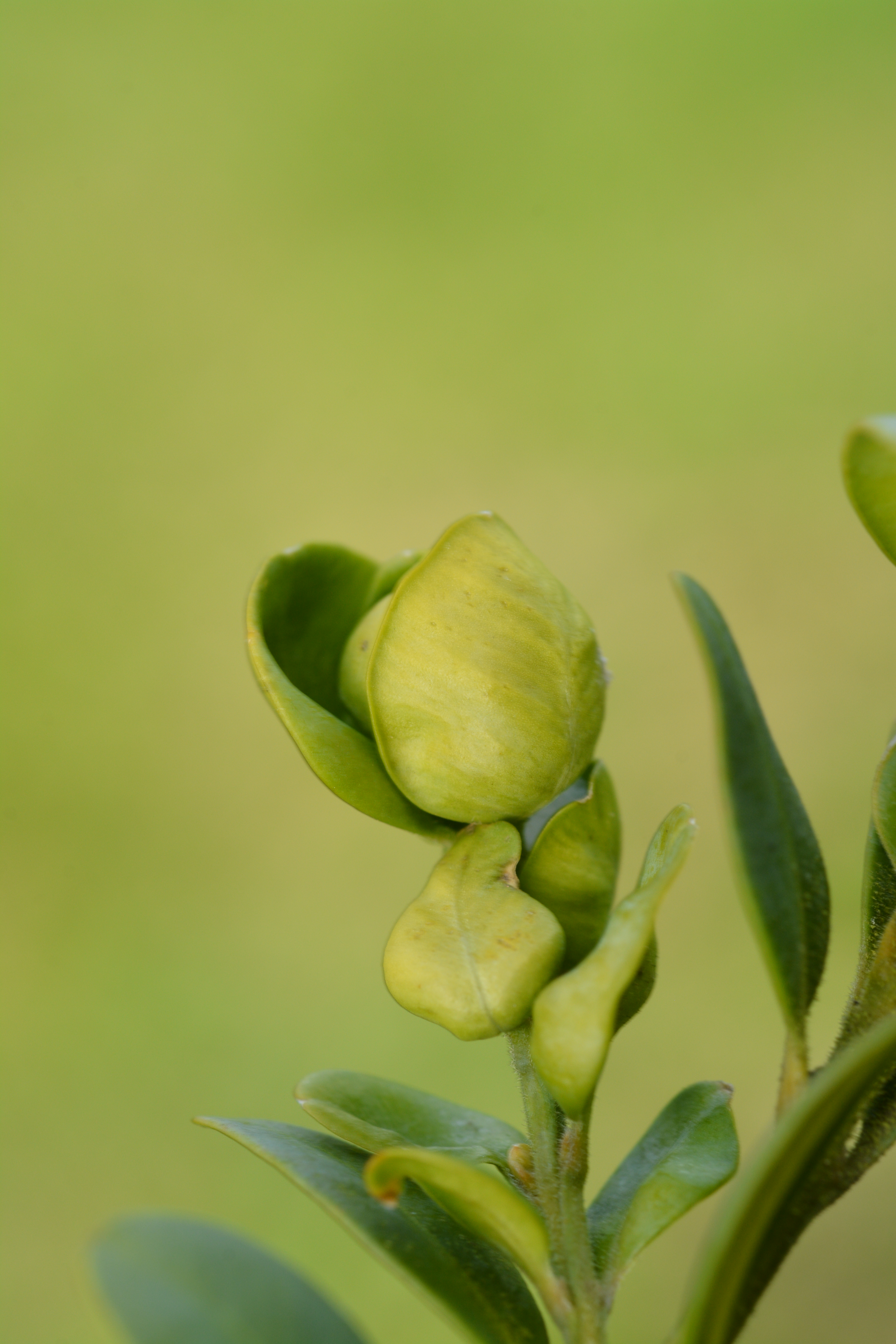
Bukszpan po żerowaniu miodówki bukszpanowej